# Clan (Maumont)
Der Clan ist ein kleiner Fluss in Frankreich, der im Département Corrèze in der Region Nouvelle-Aquitaine verläuft. Er entspringt unter dem Namen Ruisseau de la Chapelle im südlichen Gemeindegebiet von Perpezac-le-Noir, entwässert generell Richtung Südsüdwest und mündet nach rund 18 Kilometern im Gemeindegebiet von Ussac als rechter Nebenfluss in den Maumont.
Der Clan mündet im Ballungsraum nördlichen von Brive-la-Gaillarde und wird in seinem Unterlauf von der Autobahn A20 und der Bahnstrecke Les Aubrais-Orléans–Montauban-Ville-Bourbon begleitet.

## Orte am Fluss
(Reihenfolge in Fließrichtung)
- Perpezac-le-Noir
- La Chapelle, Gemeinde Saint-Bonnet-l’Enfantier
- La Borie, Gemeinde Sadroc
- Bugeat, Gemeinde Saint-Bonnet-l’Enfantier
- La Besse, Gemeinde Sadroc
- Gauch, Gemeinde Allassac
- Engastine, Gemeinde Donzenac
- La Gorse, Gemeinde Donzenac
- Lartige, Gemeinde Saint-Viance
- La Rode, Gemeinde Ussac

## Sehenswürdigkeiten
Der Fluss bildet bei Allassac die sehenswerte Schlucht Gorges du Clan.